# Амальфійська республіка
40°38′00″ пн. ш. 14°36′00″ сх. д. / 40.633333333333° пн. ш. 14.6° сх. д.
Амальфійська республіка (італ. Repubblica di Amalfi) або Амальфійське герцогство (італ. Ducato di Amalfi, лат. Ducatus Amalphitanus) — фактично незалежна торгівельна олігархічна морська республіка з центром у південно-італійському місті Амальфі, що існувала у IX—XI століттях. Амальфі та його територія входили в склад візантійського Неаполітанського герцогства, але поступово місто звільнилось з під візантійського сюзеренітету і вперше обрало власного префекта в 839 році. У X—XI століттях населення Амальфійської республіки складало біля 50 000–70 000 чоловік. Маленька південноіталійська республіка перетворилась на економічну потугу, торгову метрополію, купці якої домінували в середземноморській та італійській торгівлі в IX і X століттях, перш ніж була перевершена та витіснена іншими морськими республіками з північної Італії, такими як Піза, Венеція та Генуя. У 1073 р. Амальфійська республіка втратила свою незалежність внаслідок норманського завоювання і після пограбування в 1137 р. пізанським флотом остаточно занепала.

## Історія

### Заснування
Історія поселення Амальфі прослідковується до римських часів і навіть далі. Девіз на гербі міста звучить як «Descendit ex patribus romanorum» (Нащадок римських батьків).
За повідомленням Амальфітанської хроніки (лат. Chronicon Amalphitanum), поселення Амальфі було засноване в 339 році групою римлян, які прямували до Константинополя, нещодавно оголошеної нової столиці імперії, і дорогою зазнали кораблетрощі на узбережжі Апулії. Вони вирішили не продовжувати свою подорож, а оселитись на узбережжі затоки Салерно. Там вони заснували Амальфі — невелике рибальське селище, розташоване у неприступному місці між гірським хребтом Монті Латтаріл та Тірренським морем.
Менше ніж через 100 років після заснування Амальфі на територію Італії починають вторгатись варварські армії, що призводить до заснування на півострові Остготського королівства.

### В складі Візантії

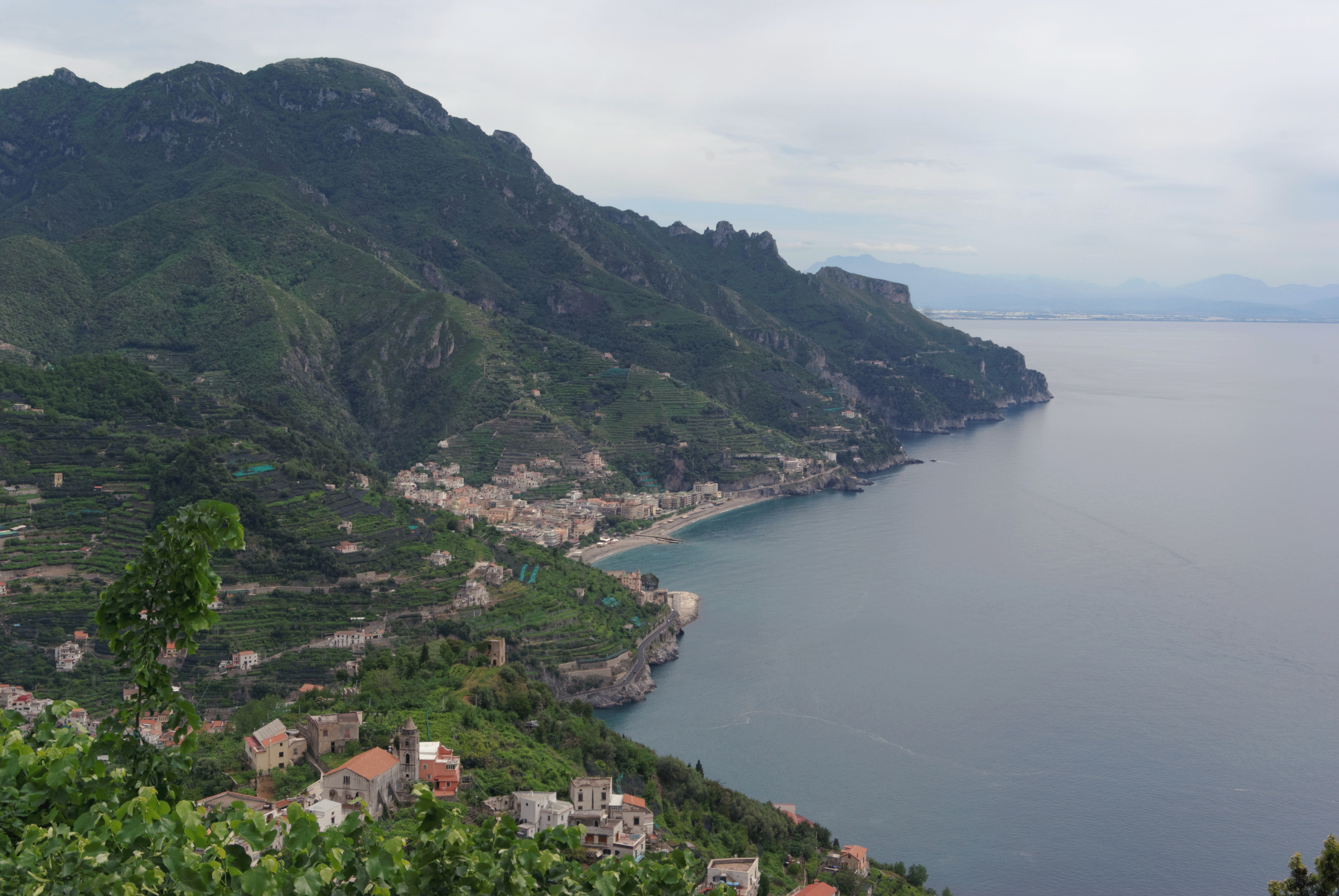
Узбережжя Амальфі.

Внаслідок перемоги візантійського імператора Юстиніана над остготами у Готській війні (535—554 рр.), Амальфі разом з іншою територією Італії потрапляє під владу Візантії. Проте вже в 568 році в Італію вторгаються лангобарди, колишні союзники Візантії в Готській війні. Під проводом Альбойна їм вдається швидко захопити майже всю північну Італію, а також Сполетське та Беневентське герцогства на півдні. Амальфі залишається на територіях, підвладних Візантії і щоб захистити поселення від вторгнення лангобардів, візантійці укріпили Амальфі і збудували в ньому фортецю (каструм). Стратегічне положення, яке займало Амальфі між горами та морем, зробило це скромне поселення важливим укріпленням під час двохсотрічних візантійсько-лангобардських війн. В 596 році місто отримало свого першого єпископа. У 661 році візантійський імператор Констант II створив на землях центральної Італії, що залишались під владою Візантії Неаполітанське герцогство (дукат). Влада дуки Неаполя поширювалась також на морські порти Амальфі, Гаета та Сорренто, які, проте, зберігали високий рівень автономності. Дукат карбував монети з профілем візантійського імператора та написами грецькою мовою, яка була офіційною мовою цього державного утворення.

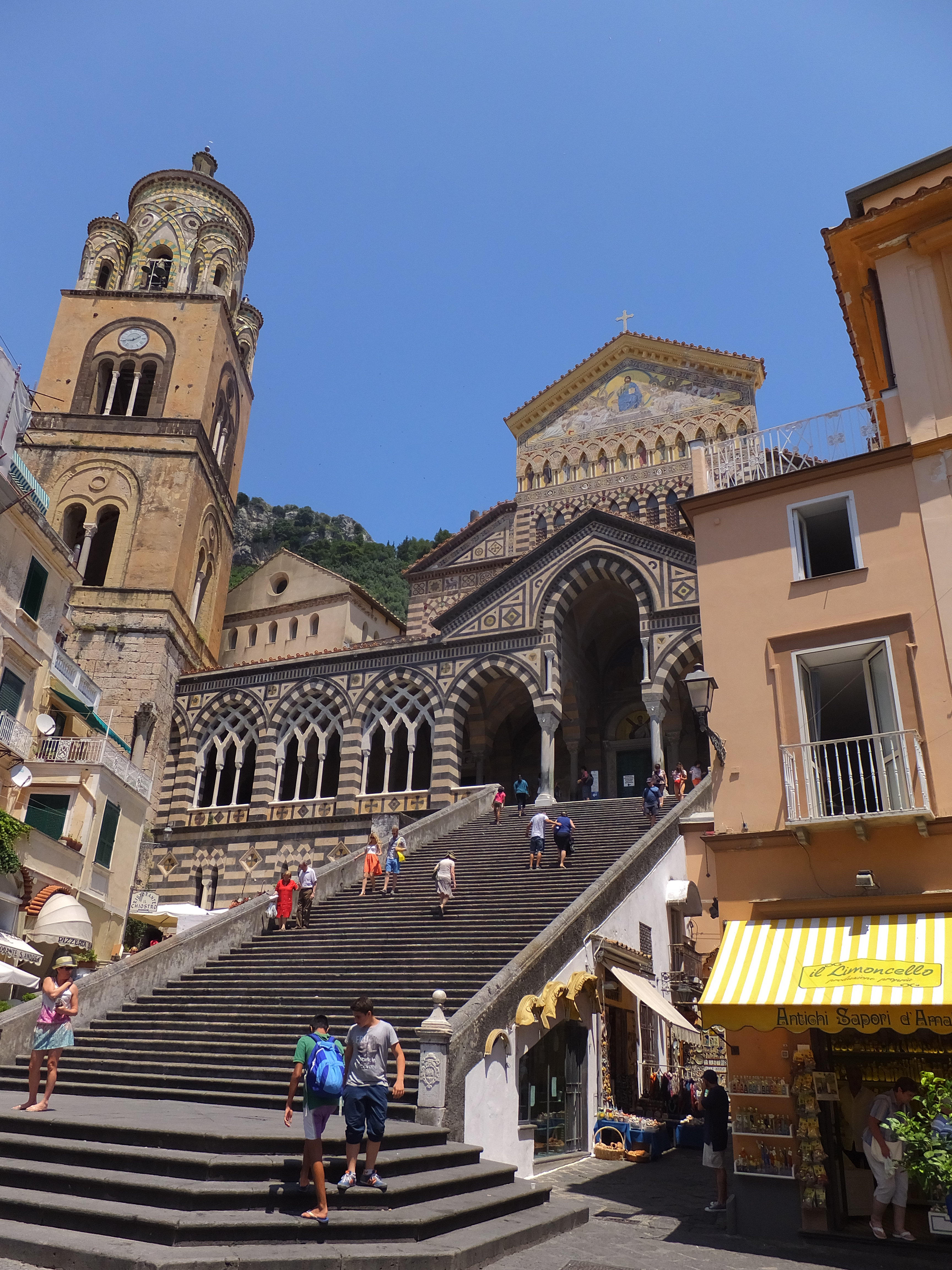
Кафедральний собор в Амальфі

Амальфійці, що мешкали між морем і горами, які ізолювали їх від інших візантійських територій на Італійському півострові, не мали іншого вибору, як розвивати діяльність, пов'язану з морем і морською торгівлею. Користуючись своїм місцезнаходженням серед неприступних скель на морському узбережжі, в VIII—IX століттях Амальфі набув значення важливого морського торгового міста. Амальфітанці налагодили морську торгівлю з новопосталим аббасидським Багдадським халіфатом і постачали до Сирії та Єгипту італійське зерно, сіль з Сардинії та рабів зі слов'янських земель. На отримані золоті динари амальфійці закуповували візантійський шовк, який перепродували в Європі. Фернан Бродель зазначає, що амальфійські торговці зерном користувалися привілейованими позиціями в ісламських портах. Купці Амальфі широко використовували в торгівлі золоті монети вже в IX столітті, тоді як більша частина Італії, не кажучи про інші європейські країни, в ті часи ще працювали переважно в умовах бартерної економіки. З відродженням у IX столітті середземноморської торгівлі, Амальфі і Гаета зайняли провідні позиції у торгівлі зі Сходом, в той час як Венеція, майбутній лідер європейської східної торгівлі на той час перебувала на етапі свого становлення.
У 812 році імператор Візантії закликав своїх італійських васалів підтримати візантійський флот у Сицилії в його боротьбі з арабськими піратами, але неаполітанський герцог Антим проігнорував імператорський наказ. У той же час міста Гаета та Амальфі, що формально входили в склад герцогства, відправили свої флоти на Сицилію. Такі протиріччя між Неаполітанським герцогством і його візантійським сюзереном дозволили Амальфі і Гаеті поступово вийти з під контролю Неаполя, в той же час не повертаючись під прямий контроль Візантії.
Греко-неаполітанський вплив не завадив жителям Амальфі насолоджуватися суттєвою «периферійною автономією», яка з часом тільки посилювалась. Це сприяло значному розвитку поселення як торгового міста. Цьому також значно сприяло підтримання добрих стосунків з Неаполем та Візантією. До 836 року торгові зв'язки Амальфі поширювались від територій південної Італії до Сицилії та Північної Африки, що перебували на той час під арабським пануванням. Усі найкращі товари з Африки та Сходу — золото, дорогоцінності, шовк і спеції доставлялись у Європу купцями з Амальфі.

### Отримання незалежності і розквіт

Республіка Амальфі (Амальфійське герцогство) та інші держави Італії у X столітті.

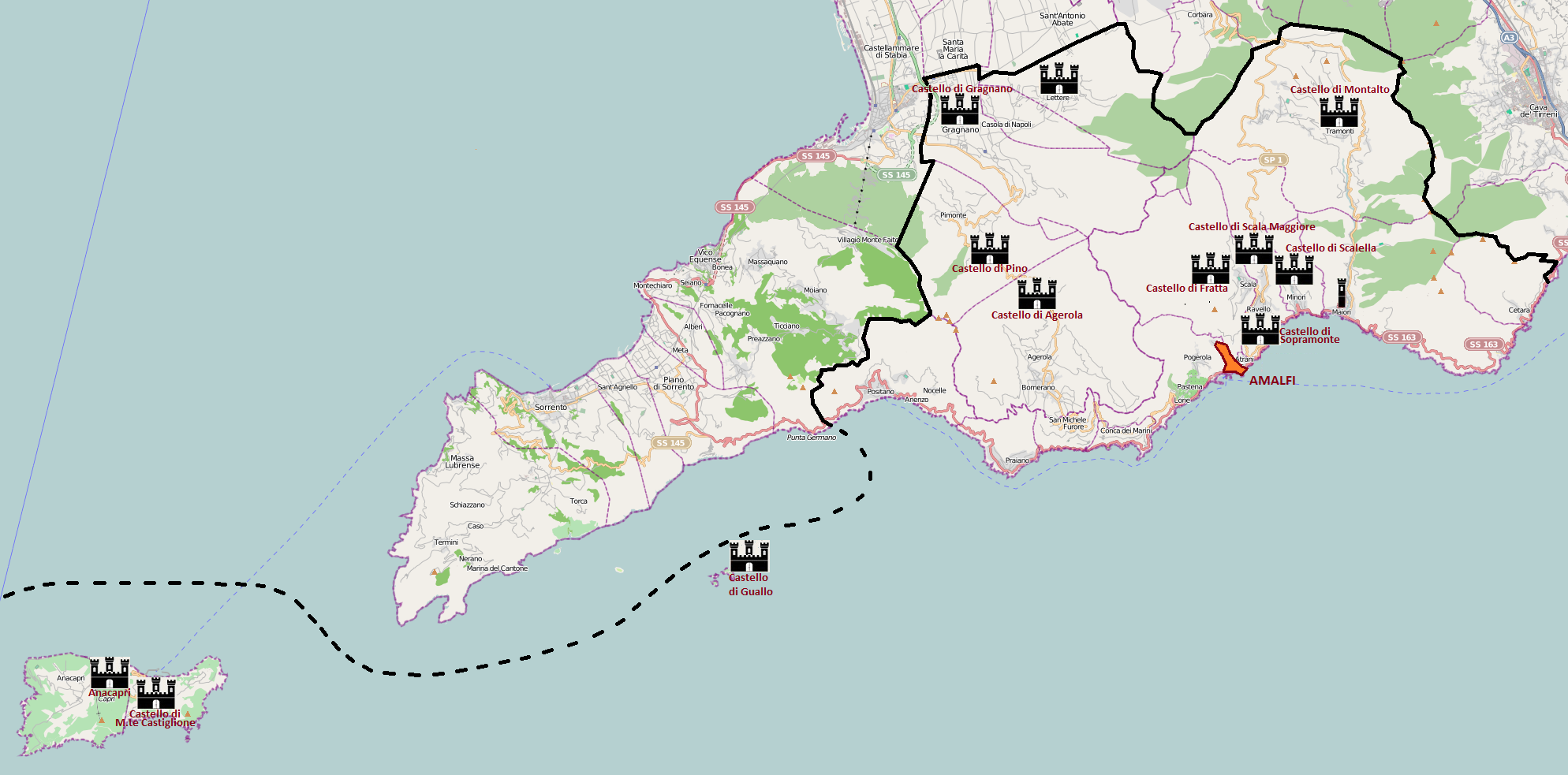
Територія Республіки Амальфі на півострові Сорренто і головні укріплення

У 838 р. місто, що формально знаходилось під візантійською владою Візантії, було захоплено суперником Візантії — лангобардським Беневентським князівством, що за князя Сікарда знаходилось на піку своєї могутності. Сікарду вдалось захопити Амальфі з моря, за допомогою зрадників, які провели його через захисні морські укріплення.
Вже в наступному, 839 році Сікард був убитий в палацовому заколоті і амальфійці звільнились від ломбардського панування. 5 вересня 839 року амальфійці обрали власного префекта, що стало важливим кроком до набуття фактичної незалежності, хоча формально Амальфі продовжувало знаходитись під владою Візантії. Сусіднє поселення Атрані також брало участь у цих виборах. Більша частина Соррентійського півострова увійшла до складу Амальфійської республіки — узбережжя від Капрі до В'єтрі та від Граньяно до Трамонті в глибині материка. Усі жителі республіки називались амальфійцями, за виключенням жителів Атрані, яке мало власне самоврядування.
Згодом амальфійці в своєму протистоянні з князівством Беневенто допомогли звільнити з полону в Трані брата вбитого в 841 році Сікарда — Сіконульфа, що призвело до затяжної громадянської війни в Беневенто з залученням обома сторонами арабських найманців з Сицилійського емірату і зрештою до розподілу цього князівства між ворогуючими сторонами з утворенням нового князівства зі столицею в Салерно.

У 846 р. об'єднанний флот Амальфі, Неаполя, Гаети і Сорренто розбив сарацинський флот в битві біля Лікози. У 849 р. флот Амальфі, разом із флотами Неаполя і Гаети прийшов на допомогу папі Леву IV під час нападу сарацинів на Рим і грав важливу роль в переможній битві при Остії.
У 897 р. самоврядна республіка, все ще номінально підвладна Візантійській імперії, зазнала поразки у війні із Соррентським герцогством, яке підтримував Неаполь, в результаті якої її префекта було захоплено в полон і пізніше викуплено городянами.
У 903 році амальфійці об'єднали зусилля з Неаполем для спільної атаки на арабів, що утвердились на березі річки Гарільяно. Однак об'єднані сили Амальфі та Неаполя були відкинуті мусульманами та їх союзниками, італійською морською республікою Гаета. В той же час, у 915 році Амальфійська республіка  не приєдналась до об'єднаної християнської армії на чолі з папою Іваном Х, яка у вирішальній битві перемогла арабські війська в битві при Гарільяно, не дивлячись на те, що в ній брали участь майже усі християнські державні утворення півдня Італії — як візантійські, так і лангобардські, зокрема Гаета і Неаполь. Це, швидше за все, було пов'язано з тим, що з 909 року Амальфі налагодило активну торгівлю з Фатимідським халіфатом і не бажало ризикувати відносинами з цим потужним торговим партнером.
У 914 р. префект Мастал I був призначений першим суддею. У 957 році префекта Мастала ІІ було обрано герцогом (дюком або дожем) республіки. В наступному році його було вбито і громадяни обрали герцогом Сергія І, що започаткував нову династію, що правила містом безперервно протягом наступних 115 років, за винятком періоду 1039—1052 рр. Короткий період часу з 981 по 983 рік Амальфійська республіка керувала князівством Салерно. З того часу республіка збільшує свою економічну могутність, її купці впродовж X століття домінують у середземноморській та італійській торгівлі, допоки цю роль не перебрали на себе інші морські республіки з північної Італії — Піза, Генуя і Венеція.

Арабський мандрівник Ібн Хаукаль, так описував Амальфі в 977 році, під час довгого правління герцога Мансо I:
… найблагополучніше лонгобардське місто, найблагородніше, найславетніше своїми діяннями, найбагатше і найпишніше. Територія Амальфі межує з Неаполем, теж гарним містом, але менш важливим, ніж Амальфі.
В 987 році папа Іван XV підвищив ранг єпископства Амальфі до архієпископства.
У 1009 році фатімідський халіф Аль-Хакім зруйнував шпиталь для християнських паломників і велику кількість інших будівель в Єрусалимі. У 1023 році халіф Алі аз-Захір дав італійським купцям з Амальфі та Салерно дозвіл відбудувати хоспіс, монастир і каплицю в Єрусалимі. Серед цих купців був Маурос, амальфітанський купець, який разом зі своєю матір'ю Анною та її братом Костянтином надавав пожертви монастирю Святого Лаврентія в Амальфі і який, ймовірно, мав певний зв'язок із Жераром Блаженним, амальфітанським ченцем, який наприкінці XI століття керував в єрусалимському районі Муристан шпиталем для чоловіків і пізніше став засновником Ордену Лицарів Святого Іоанна Єрусалимського (Госпітальєрів). Архієпископ Іоанн Амальфійський записав, що під час свого паломництва до Єрусалиму в 1082 році він відвідав цю лікарню.
З 1034 року Амальфі тимчасово потрапило під контроль лангобардських Капуанського, а в 1039 році — Салернського князівство.

### Нормандське завоювання і занепад

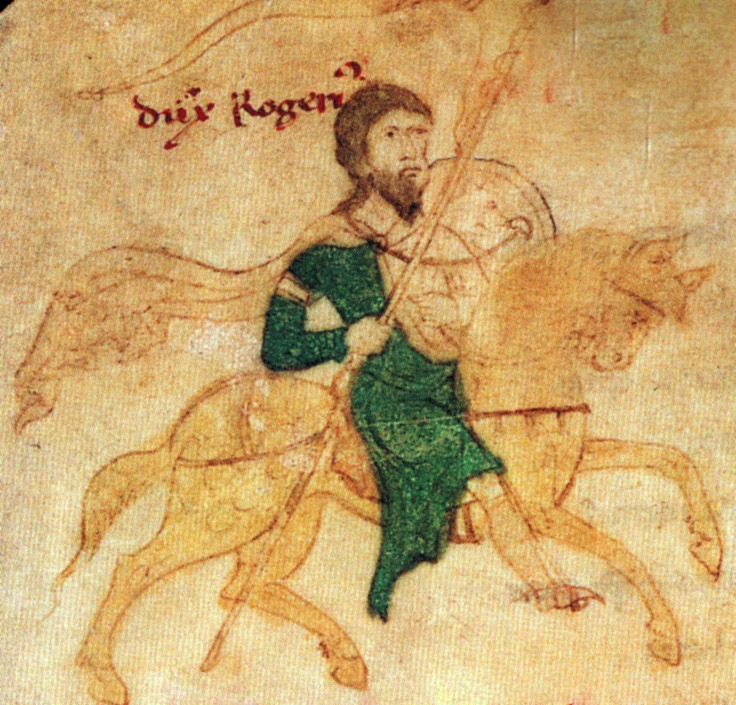
Рожер ІІ, король Сицилії

У 1073 році, під час нормандського завоювання Південної Італії, герцог Апулії і Калабрії Роберт Гвіскар завоював місто і взяв собі титул dux Amalfitanorum («герцог амальфітанців»). Хоч Амальфі втратило незалежність, але отримало від Роберта достатньо широкі права самоврядування і до завоювання міста племінником Гвіскара, Рожером ІІ в 1127 році насолоджувалось значною автономією..
Папа Григорій VII, що намагався припинити подальші завоювання Роберта Гвіскара, відлучив його в 1074 від церкви, але в 1080 зняв відлучення і передав Гвіскару в лен всі зайняті ним землі (зокрема Амальфі і Салерно), розраховуючи на його допомогу в боротьбі з імператором Генріхом IV. У 1084 Роберт Гвіскар дійсно прийшов на допомогу папі Григорію VII, обложеному в Римі імператором і витіснив війська Генріха IV з міста, але при цьому його власна армія розгромила і пограбувала Рим.
В 1087 році якісь кораблі з Амальфі на чолі з дворянином Панталеоне взяли участь спільно з флотами Пізи та Генуї в успішній облозі Махдії, портового міста в північній Африці, що належало династії іфрікійських Зірідів і слугувало базою берберським піратам.
У 1096 р. Амальфі підняло антинорманське повстання, яке було придушене у 1101 р.
У жовтні 1126 року за часів третього герцога Апулії Вільгельма (Гульємо) ІІ, Амальфі, який користувався широкою адміністративною автономією, уклав угоду про торгівлю з Пізаньською республікою. Цей договір був результатом дружніх стосунків, що існували між двома морськими містами протягом кількох десятиліть. Але в 1127 році Вільгельм ІІ помирає бездітним і права на Апулію заявляє король Сицилії Рожер II, племінник Роберта Гвіскара. По смерті Вільгельма II, у 1127 році Рожер II висадився в Італії, зайнявши Амальфі та Салерно, столицю Апулії. Втім Рожеру довелося надати значні земельні володіння місцевим баронам в обмін на свою підтримку.
В 1130 році Амальфі знову повстало проти нормандської зверхності. На вимогу Рожера ІІ віддати ключі від кафедрального собору міста і його укріплень амальфійці відповіли відмовою. В 1131 році війська Рожера ІІ на чолі з еміром Іоаном здійснили марш на Амальфі сушею, а емір емірів (адмірал) королівства Георгій Антіохійський заблокував місто з моря. Він створив базу сицилійського флоту на о.Капрі та знищував усі амальфійські кораблі, що виходили в море. Місто було змушене капітулювати. Після завоювання Амальфі Рожер ІІ скасував широкі права самоврядування, що були надані місту Робертом Гвіскаром..
У 1137 році під час війни Рожера ІІ із папою Іннокентієм ІІ і римським імператором Лотарем ІІ, об'єднана армія папи та імператора вторглась в південну Італію у супроводі фоту з 46 кораблів союзної імператору Пізанської республіки. Пізанський флот захопив і пограбував ослаблене стихійними лихами Амальфі, вважаючи, що умови договору між Пізою і Амальфі від 1126 року тепер не діють, оскільки Амальфі формально увійшло до земель Сицилійського королівства Рожера ІІ. Імператор Лотар ІІ в якості своєї частки здобичі від пограбування Амальфі забрав копію Пандектів Юстиніана, яка була знайдена в місті.
Не дивлячись на те, що згодом Рожеру ІІ вдалось перемогти усіх своїх потужних супротивників і навіть полонити в 1139 р. папу Іннокентія ІІ та змусити його визнати себе королем Сицилії, розграбоване пізанцями і позбавлене норманами самоврядування Амальфі почало стрімко занепадати, а роль головних комерційних посередників на території південної Італії перебрали на себе іноземці — переважно торговці з морських республік Піза та Генуя.
Хоча республіка Амальфі так і не відновила свою незалежність після 1137 р., місто Амальфі все ще грало важливу роль в морської торгівлі протягом наступних 200 років, поки 25 листопада 1343 року землетрус та цунамі не знищили більшу частину міста, а найголовніше — приміщення старого арсеналу, де будувались кораблі амальфійського торгового флоту.
Титул «Герцог Амальфі» був пізніше відроджений в XIV столітті як титул, який використовувався в межах Неаполітанського королівства.

## Амальфійський тарі

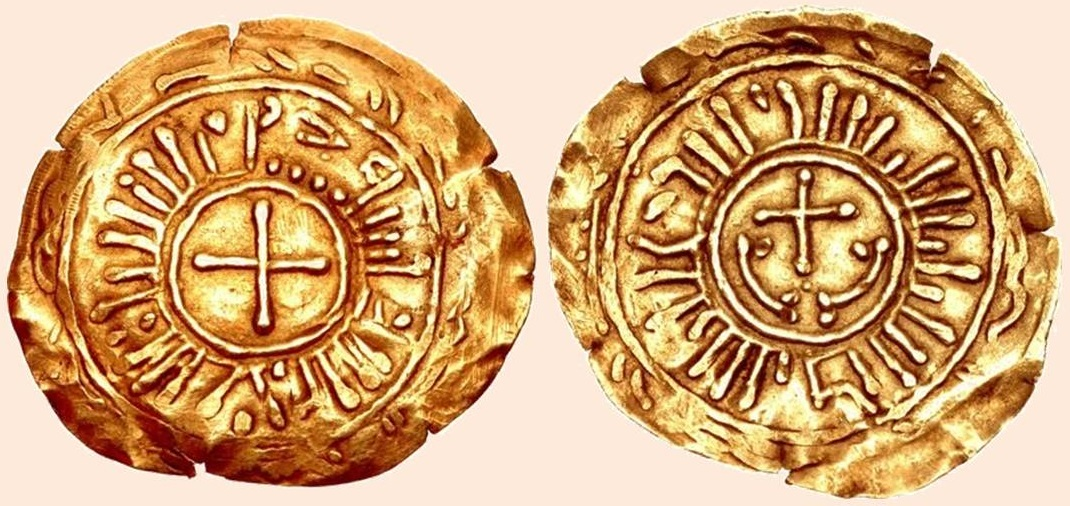
Золотий амальфійський тарі, одна з перших золотих європейських монет

Амальфійський золота монета тарі протягом століть була офіційною грошовою одиницею Амальфі і широко застосовувалась в комерційних обмінах у всьому Середземномор’ї. Монета походить від золотого арабського динара. У місті біля узбережжя була площа, де працювали міняйли і представники флорентійського і сієнського банків.
В Амальфі ходили й інші грошові одиниці, зокрема найпоширеніший візантійський солід, який дорівнював 4-м амальфійським тарі.
Монетний двір Амальфі припинив свою діяльність у 1220 році, коли його закрив Фрідріх II.

## Перша торгова морська республіка
Золотий вік Амальфі припав на IX—XI століття, коли Амальфі стало першою незалежною від візантійців торговою морською республікою і багато в чому стала передвісником таких пізніше знаменитих італійських морських республік, як Піза, Генуя та Венеція.
Як і у випадку з багатьма іншими морськими республіками, такими як Анкона, Гаета, Рагуза чи Венеція, набуттю незалежності республіки Амальфі сприяло її знаходження в спірній прикордонній зоні між Візантією та новими варварськими державами, де влада потужних сусідів не була міцною і стабільною. Після того, як амальфійці звільнилися від лангобардської зверхності, вони не повернулися під контроль візантійського Неаполітанського герцогства, а натомість заявили про свою незалежність. Після 839 року Амальфі існувала як фактично незалежна республіка і створила власну морську торгову імперію.

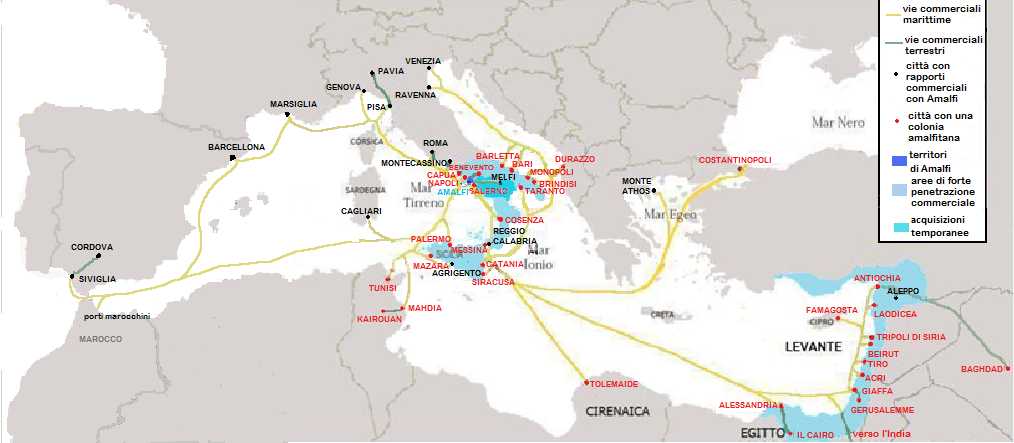
Експансія торгових інтересів Амальфі в IX—XI ст.

Амальфі була першою з морських республік, що почала відігравати важливу роль міжнародній торгівлі і запровадила масштабні торгові операції з країнами Сходу — Візантією, Єгиптом, Сицилією і Тунісом. Амальфійські купці зруйнували арабську монополію на середземноморську торгівлю і ще в X столітті заснували свої торгові представництва в Південній Італії та на Близькому Сході. Амальфійці також першими заснували свою торгову колонію в Константинополі і протягом X—XI століть мали там своє активне торгове представництво. Амальфі також встановило міцні зв'язки з Фатімідським халіфатом в Північній Африці. Амальфійці створили латинські християнські форпости на узбережжі Леванту близько 1040 року, а також заснували прихистки для християнських паломників в Єрусалимі та Антіохії. Протягом 10-11 століть Амальфі домінував у торгівлі з Північною Африкою та Левантом, а одним із основних видів експорту з Амальфі в середні віки був каштан.
Серед найважливіших досягнень Амальфійської республіки є Морський кодекс Амальфі, кодифіковані норми морського права, які були прийняті багатьма іншими морськими державами Середземномор'я і залишались чинними протягом всього Середньовіччя. Цивільний кодекс міста також був дуже прогресивним для свого часу.

## Спадщина Амальфійської республіки

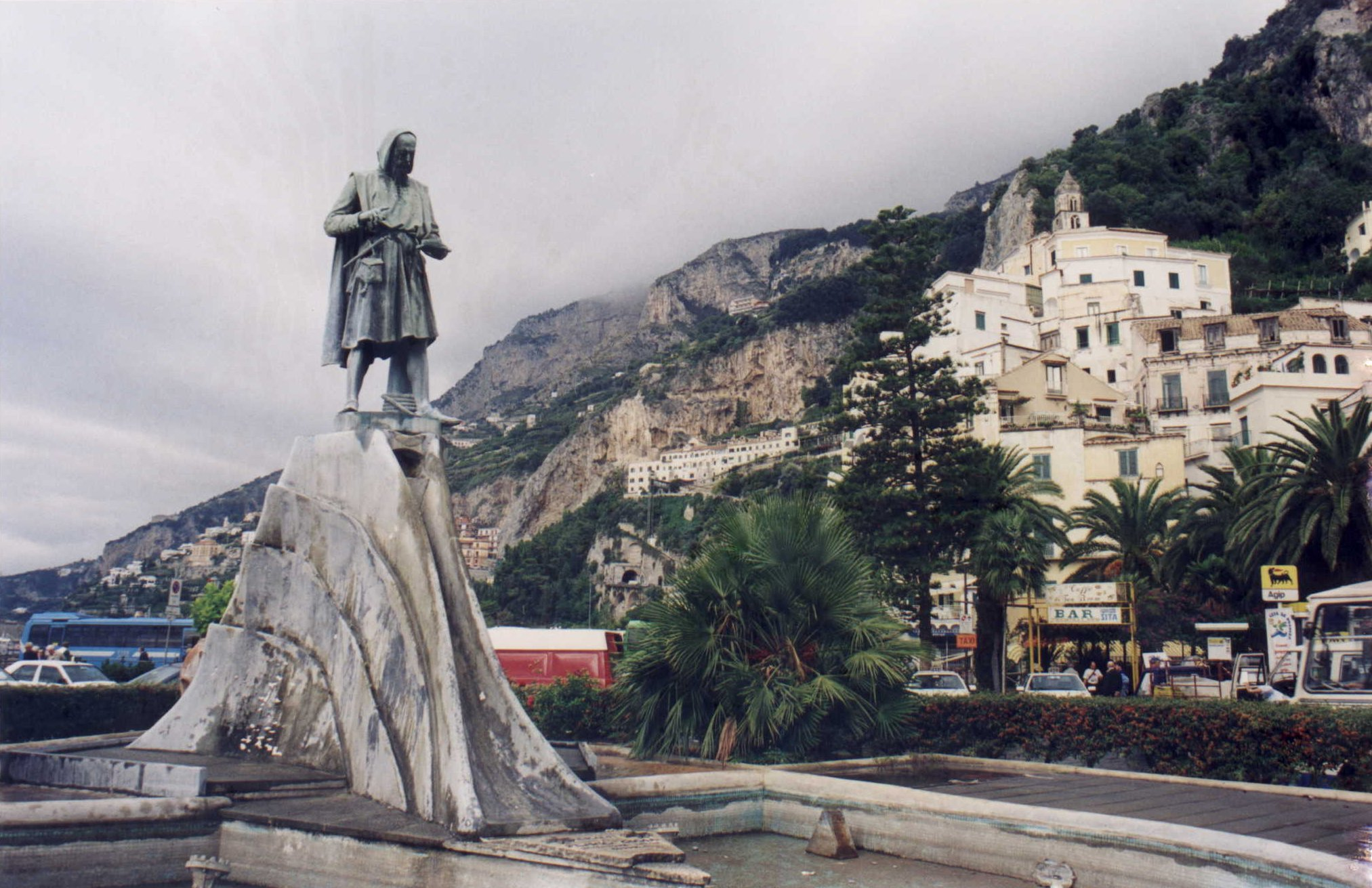
Пам'ятник винахіднику компаса Флавіо Джоя. Амальфі

Амальфійський хрест використовувався на прапорі Амальфі за сотні років до того, як він став називатися «мальтійським».
Сучасне морське право розвинулось з середньовічного Морського кодексу Амальфі і дотепер багато в чому базується на закладених в ньому принципах.
Найважливішим внеском Амальфі за наступні 200 років після втрати незалежності стало удосконалення морського корпусного компасу. Між 1295 і 1302 роками амальфієць Флавіо Джоя переробив компас з голки, що плаває у воді, на те, що ми використовуємо до сьогодні — коробку з нанесеною розою вітрів і намагніченою стрілкою компаса, яка обертається на 360 градусів у герметичній рідині.

## Правителі Амальфі

### Префекти
Час префектури не є точно відомим.
- 839-860 Марін
- 860 Сергій I
- 860 Мавр
- 866-бл.870 Марін, другий раз
- 866-879 Пульхерій
- 879-898 Стефан
- 898-914 Мансо I

### Патриції
Час правління патриціїв також не є добре відомим.
- 914-953 Мастал I
  - 920-931 Лев
  - 939-947 Іоанн I
- 953-957 Мастал II

### Герцоги
Мастал був обраний герцогом у 957 або 958 після досягнення повноліття
- 957-958 Мастал II
- 958-966 Сергій II
- 966-1004 Мансо II
  - 984-986 Адельфер, в опозиції до Мансо
- 1004-1007 Іоанн II
- 1007-1028 Сергій III
- 1028-1029 Мансо III
  - 1028-1029 Марія, співправитель
- 1029-1034 Іоанн III
- 1034-1038 Мансо III, вдруге з Марією
- 1038-1039 Іоанн III, вдруге з Марією
- 1039-1052 Гваймар I
  - 1043-1052 Мансо III, втретє
  - 1047-1052 Гваймар II, співправитель
- 1052-1069 Іоанн III, втретє
- 1069-1073 СергійІ IV
- 1073 Іоанн IV

У 1073 році Амальфі було завойоване герцогом Апулії Робертом Гвіскаром, який призначив свого сина Гі герцогом Амальфійським. Амальфі двічі повставало проти завойовників, обираючи своїх кандидатів на герцогський престол.
- 1088-1089 Гізульф
- 1096-1100 Марін Савостій